# Politolog

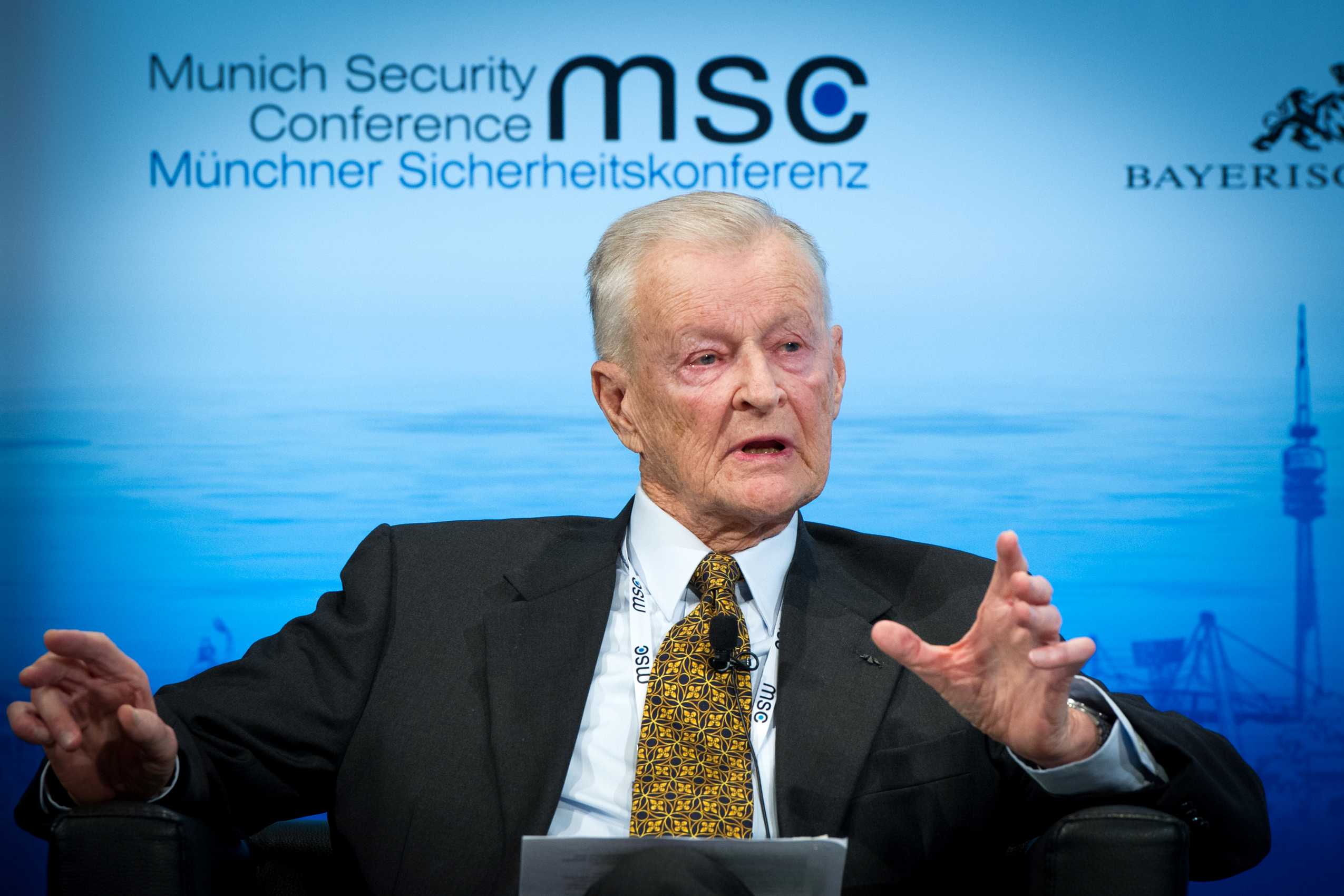
Politolog (Zbigniew Brzeziński)

Politolog – absolwent studiów na kierunku politologia i pokrewnych (polityka społeczna, europeistyka, nauki polityczne), osoba posiadająca wiedzę naukową w zakresie politologii.
Za jednego z pierwszych politologów można uznać Artystotelesa, który przeszedł do historii politologii swym dziełem Polityka.
Wielu politologów staje się doradcami polityków, między innymi w dziedzinie marketingu politycznego.
W Polsce politologów i naukowców z dziedzin pokrewnych skupia Polskie Towarzystwo Nauk Politycznych.